# Пироги и пиво
«Пироги и пиво, или Скелет в шкафу» (англ. Cakes and Ale, or, The Skeleton in the Cupboard) — роман Сомерсета Моэма, впервые появившийся в 1930 году на страницах журнала Harper’s Bazaar. Название романа позаимствовано из пьесы Уильяма Шекспира «Двенадцатая ночь». 

## Сюжет
Повествование ведётся от первого лица. Уильям Эшенден — немолодой писатель, к которому обратились с просьбой помочь в написании биографии. Объект работы — недавно почивший знаменитый писатель Эдвард Дриффилд, которого величают самым великим романистом викторианской эпохи. Эшенден был хорошо знаком с Дриффилдом, его взросление вплетается в историю творческого успеха классика. Однако воспоминания эти противоречивы: на восходе карьеры Дриффилд слыл безвкусным реалистом, описывающим жизнь рабочего класса на «простом языке». Его презирал весь город, в том числе сначала и сам Эшенден…

## Восприятие
Современники восприняли «Пироги и пиво» как роман с ключом, где в качестве Дриффилда и Элроя Кира были выведены Томас Харди и Хью Уолпол. Биографы последнего считают, что роман Моэма отравил остаток жизни Уолпола и подорвал его литературную репутацию. Сам Моэм отвергал прототипическую расшифровку сюжета и называл эту книгу своей любимой. В 1974 году телеканал Би-би-си выпустил по книге одноимённый мини-сериал.